# 長門栄吉
長門 栄吉（ながと えいきち、1949年〈昭和24年〉5月30日 - ）は、日本の元裁判官。岡山家庭裁判所長、福井地方裁判所・同家庭裁判所長を歴任し、名古屋高等裁判所民事3部総括判事を最後に2014年5月30日、定年退官した。官僚裁判官として不当判決が多数あり、日本の司法制度の欠陥をあぶりだす結果となった。現在、石川県野々市市の白山・野々市法律事務所にて弁護士。

## 関与した裁判
2014年4月24日、JR東海が認知症で徘徊中に列車にはねられて死亡した男性（当時91歳）の遺族に対し、他社線への振替輸送等によって生じた損害の賠償を求めた訴訟の控訴審判決において、介護に携わった妻と長男に請求通り約720万円の支払いを命じた1審・名古屋地裁の判決を変更し、妻の監督責任を認め、約359万円に減額して支払いを命じた。近所に住んでいた長男には見守る義務はなかったとして、JR東海の請求を棄却した。迷走判決はこれに留まらず、2016年3月1日、認知症の家族の徘徊により生じた損害賠償に対し、最高裁判所の岡部喜代子裁判長は「家族が監督義務者にあたるかどうかの判断では、監督が可能で容易な立場だったかなどを総合的に考慮すべきだ」とする初判断を示した。その上で、妻と長男は監督義務者ではなかったとし、1審・2審の賠償命令を破棄して請求を棄却し、家族側の逆転勝訴が確定した。結局、名古屋高裁の長門の判決はすべて否定されたことになった。

## 略歴
- 1971年 - 旧司法試験合格[3]
- 1972年 - 東北大学法学部法学科卒業[3]
- 司法修習第26期
- 昭和49年4月12日～昭和52年3月31日　横浜地裁判事補
- 昭和52年4月1日～昭和52年4月11日　松江地裁・家裁判事補
- 昭和52年4月12日～昭和55年3月31日　松江地裁・家裁判事補、松江簡裁判事
- 昭和55年4月1日～昭和58年3月31日　盛岡地裁・家裁判事補、盛岡簡裁判事
- 昭和58年4月1日～昭和59年4月11日　大阪地裁判事補、大阪簡裁判事
- 昭和59年4月12日～昭和61年3月31日　大阪地裁判事、大阪簡裁判事
- 昭和61年4月1日～平成元年3月31日　京都地裁・家裁宮津支部判事、同峯山支部判事
- 平成元年4月1日～平成4年3月31日　大阪地裁判事、大阪簡裁判事
- 平成4年4月1日～平成8年3月31日　広島高裁松江支部判事
- 平成8年4月1日～平成12年3月31日　松江地裁・家裁部総括判事、松江簡裁判事
- 平成12年4月1日～平成13年9月30日　名古屋高裁判事
- 平成13年10月1日～平成15年3月30日　名古屋地裁部総括判事
- 平成15年3月31日～平成19年4月17日　名古屋高裁金沢支部部総括判事
- 平成19年4月18日～平成21年12月31日　岡山家裁所長
- 平成21年1月1日～平成23年8月12日　福井地裁・家裁所長
- 平成23年8月13日～平成26年5月30日　名古屋高裁部総括判事[4]
- 平成26年5月30日　定年退官
- 平成26年7月7日～現在　石川県野々市市の白山・野々市法律事務所にて弁護士

## 栄典
- 2020年 - 瑞宝重光章